# Christoph Schubert
Christoph Schubert (Monaco di Baviera, 5 febbraio 1982) è un hockeista su ghiaccio tedesco.

## Carriera
Nel corso della sua carriera ha indossato le maglie di Landshut Cannibals (1999/2000), Munich Barons (2000-2002), Binghamton Senators (2002-2005), Ottawa Senators (2005-2009), Atlanta Thrashers (2009/10), Frölunda HC (2010/11) e Hamburg Freezers (2010-2016).
In NHL ha disputato oltre 300 partite con le maglie di Atlanta Thrashers e Ottawa Senators dal 2005 al 2010.
Con la nazionale tedesca ha preso parte a due edizioni dei Giochi olimpici invernali (2002 e 2006) e a sei edizioni dei campionati mondiali (2001, 2002, 2005, 2008, 2009 e 2012).